# Léo Bartholo
Leonardo Bartholo Prando, mais conhecido como Léo Bartholo (Foz do Iguaçu, 24 de maio de 1987), é um ex-futebolista brasileiro que atuava como volante.

## Carreira

### Começo da carreira
Léo iniciou sua carreira na base do Foz do Iguaçu. Em 2007 foi emprestado ao Treze da Paraíba, onde foi vice-campeão paraibano. Em 2008 volta ao Foz do Iguaçu.

### Santa Cruz
Chegou ao Santa Cruz em 2009, sendo um dos principais destaques do Segundo título deste clube na Copa Pernambuco de 2009 e no Campeonato Pernambucano de 2010,
Em 2010, foi um dos grandes nomes da classificação da equipe pernambucana na Copa do Brasil, quando marcou um dos três gols que eliminaram o Botafogo da competição.
Em 2011 conquistou o Campeonato Pernambucano de 2011 e no fim da competição foi emprestado ao Botafogo.
Na volta ao clube em 2012, voltando de empréstimo, foi Bicampeão do Campeonato Pernambucano de 2012 e atuou em 12 partidas marcando 3 gols.

### Empréstimo ao Botafogo
Em 2011 foi emprestado ao Botafogo pelo Santa Cruz. Participou do Campeonato Brasileiro e da Copa Sul-Americana atuando pelo Botafogo em 11 partidas algumas como titular, mas não conseguiu se firmar na equipe carioca. No final da temporada, seu empréstimo não foi renovado.

## Títulos
Santa Cruz
- Campeonato Pernambucano: 2011, 2012 e 2013
- Copa Pernambuco de 2009 e 2010:
- Campeonato Brasileiro - Série C: 2013

## Ligações Externas
- Perfil em Soccerway (em português)
- Perfil em Sambafoot (em português)